# 若列特站
若列特站是法国东南部城市马赛的一个地铁车站，位于马赛地铁2号线上。

## 站名
“若列特”是这一街区的名称，根据广为流传的说法，地名来源是尤利烏斯·凱撒。

## 位置
若列特站位于马赛市区北部的若列特街区，属于2区。车站大致呈南北走向，是一个地下车站，有自动扶梯连接地面。

## 设施
若列特站站内设有自动售票机及无障碍设施。

## 站台设置
| 东↑ |      |                            |
|     | 侧式 |                            |
|     |      | 热兹站←                    |
|     |      | 圣玛格丽特-德罗梅勒站方向→ |
|     | 侧式 |                            |
| 西↓ |      |                            |

## 配套交通

### 城市公共交通
| 若列特站附近的公共交通线路 |            |          |
| 公交车站名称               | 位置       | 停靠线路 |
| 若列特                     | 地铁站附近 |          |
| 1.                         |            |          |

此外，当地铁线路发生故障或施工时，马赛交通局可能提供临时摆渡车。

## 临近车站
| 若列特站（Joliette）           |               |                    |
| 上行车站                       | 线路          | 下行车站           |
| 德茜蕾·克拉里站 630m ←         | 马赛地铁2号线 | 茹尔·盖得站 → 670m |
| - 本表仅显示运营中的线路及车站 |               |                    |